# Moschusrattenkänguru
Das Moschusrattenkänguru (Hypsiprymnodon moschatus) ist eine Beutelsäugerart. Es gilt als urtümlichster Vertreter der Känguruartigen (Macropodoidea), eines Taxons, das daneben noch die Kängurus und Rattenkängurus umfasst.

## Beschreibung
Im Körperbau zeigt das Moschusrattenkänguru einige Merkmale, die bei keinem anderen Känguru oder Rattenkänguru vorkommen. So ist die erste Zehe der Hinterbeine noch vorhanden und der Schwanz ist beschuppt und unbehaart. Auch die Ohren sind dünn, rund und unbehaart und die Vordergliedmaßen im Verhältnis länger als bei den anderen Arten. Ihr kurzes, seidiges Fell ist braun oder rostfarben gefärbt, die Unterseite ihres Körpers ist heller. Diese Tiere erreichen eine Kopfrumpflänge von 21 bis 34 Zentimetern, eine Schwanzlänge von 12 bis 16 Zentimetern und ein Gewicht von 340 bis 680 Gramm. Der Name bezieht sich auf den moschusartigen Geruch, den beide Geschlechter verströmen.

## Lebensweise

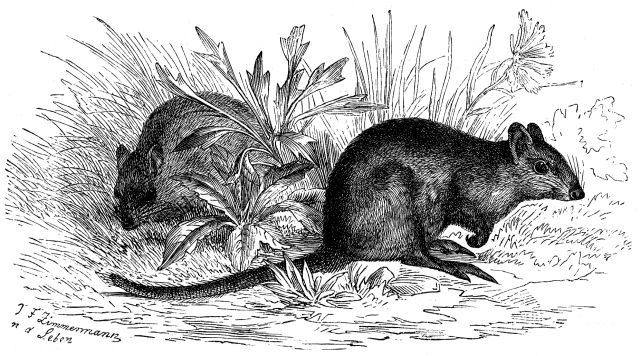
Moschusrattenkängurus
Illustration aus Brehms Thierleben (1883)

Moschusrattenkängurus leben in Regenwäldern entlang der Nordostküste von Queensland (Australien). Meistens halten sie sich in der Nähe von Gewässern wie Flüssen oder Seen auf. Als einziges Rattenkänguru sind sie strikt tagaktiv; sie gelten als scheue, zurückgezogen lebende Tiere. Meist bewegen sie sich auf allen vieren fort statt zu hüpfen, dafür können sie auch gut klettern. Mit ihrem eingerollten Schwanz sammeln sie Zweige und Blätter, aus denen sie sich ein Nest errichten. Sie leben in der Regel einzelgängerisch, begeben sich aber manchmal zu zweit oder dritt auf Nahrungssuche.
Auch in der Nahrung unterscheidet sich das Moschusrattenkänguru von anderen Rattenkängurus, da es sich fast ausschließlich von Insekten ernährt. Gelegentlich nimmt es auch Würmer, Pilze und Beeren zu sich, wobei das Tier oft auf seinem Hinterteil sitzt und mit den Vorderpfoten das Laub am Boden nach Beute durchwühlt.

## Fortpflanzung
Weibchen haben einen gut entwickelten Beutel mit vier Zitzen. Die Jungen, meistens zwei, kommen in der Regenzeit (Februar bis Juli) zur Welt. Sie verlassen den Beutel mit rund fünf Monaten, bleiben aber noch einige Wochen im Nest der Mutter. Die Geschlechtsreife tritt mit rund einem Jahr ein.

## Bedrohung
Moschusrattenkängurus sind relativ häufig und zählen nicht zu den bedrohten Arten. Ein Gutteil ihres Verbreitungsgebietes liegt in Naturschutzgebieten, sodass ihr Lebensraum weitgehend stabil ist.

## Systematik

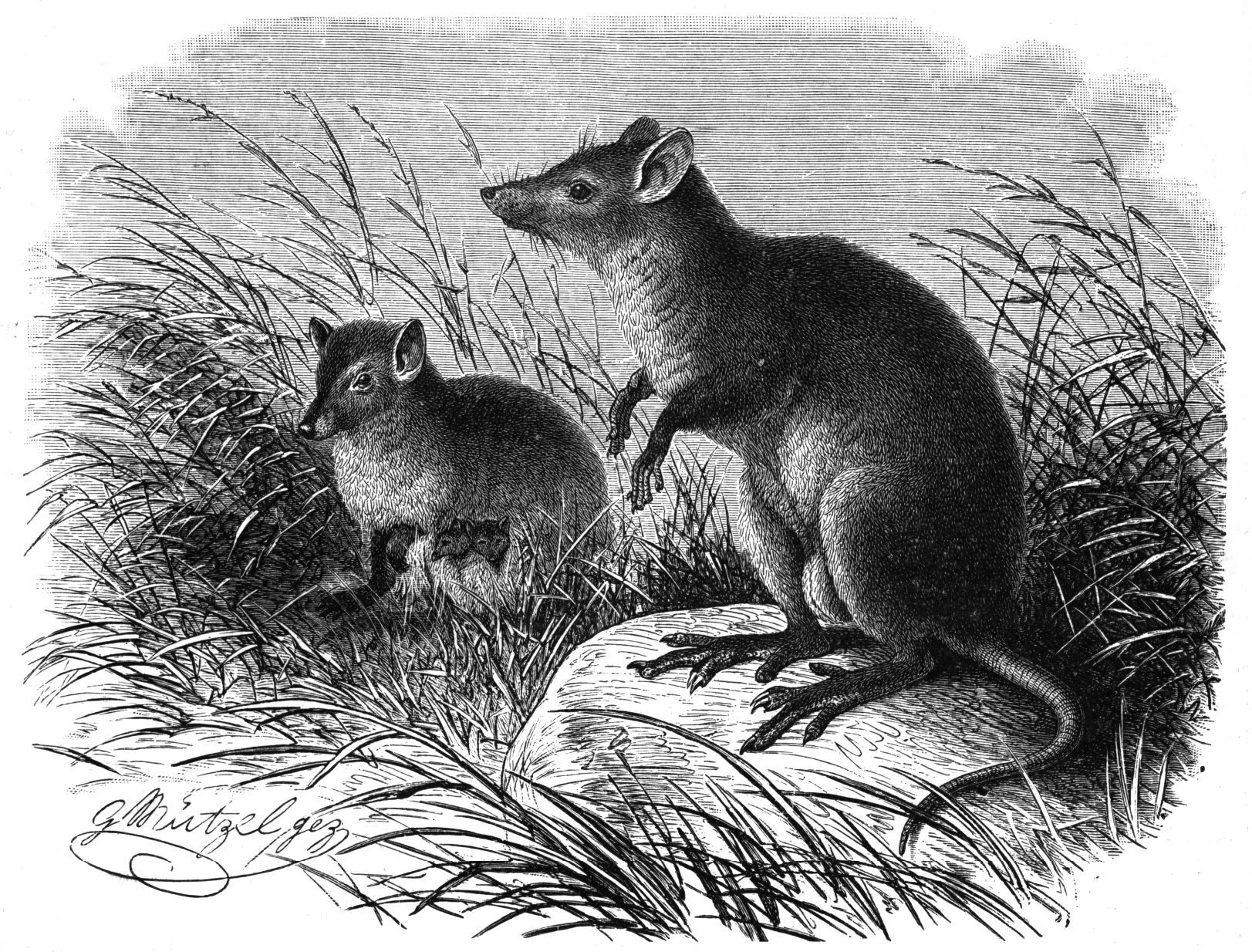
Moschusrattenkängurus
Illustration aus Brehms Tierleben (1927)

In der traditionellen Systematik wird das Moschusrattenkänguru in einer eigenen Unterfamilie (Hypsiprymnodontinae) innerhalb der Rattenkängurus (Potoroidae) geführt. Nach phylogenetischer Sichtweise steht es jedoch allen anderen Känguruartigen (Macropodoidea) gegenüber, womit die Rattenkängurus zu einer polyphyletischen Gruppe würden. Aus diesem Grund sind die Hypsiprymnodontinae als Hypsiprymnodontidae in den Rang einer eigenen Familie innerhalb der Känguruartigen befördert worden.
Neben dem Moschusrattenkänguru als einziger rezenter Art und den fossilen Arten Hypsiprymnodon bartholomaii, H. dennisi, H. karenblackae und H. philcreaseri werden den Hypsiprymnodontiden einige weitere fossile Formen zugeordnet, unter anderem die Gattungen Ekaltadeta aus dem Miozän von Riversleigh und Propleopus aus dem Pliozän und Pleistozän des südöstlichen Australiens, wenngleich eine neuere Verwandtschaftsanalyse (2007) ergab, dass diese als „Riesenrattenkängurus“ (Propleopinae) zusammengefassten Formen zusammen mit anderen fossilen Vertretern eine eigene, noch ursprünglichere Linie bilden könnten.
Der wissenschaftliche Gattungsname ist aus den altgriechischen Worten hypsos (hoch), prymnon (Hinterteil/Kruppe) und odous (Zahn) zusammengesetzt. Der letzte Teil bezieht sich auf ein angenommenes, zu den Kaninchenkängurus (Potorous) ähnliches Gebiss. Der Artzusatz ist das lateinische Wort moschatus (Moschus).